# Diamond DA40

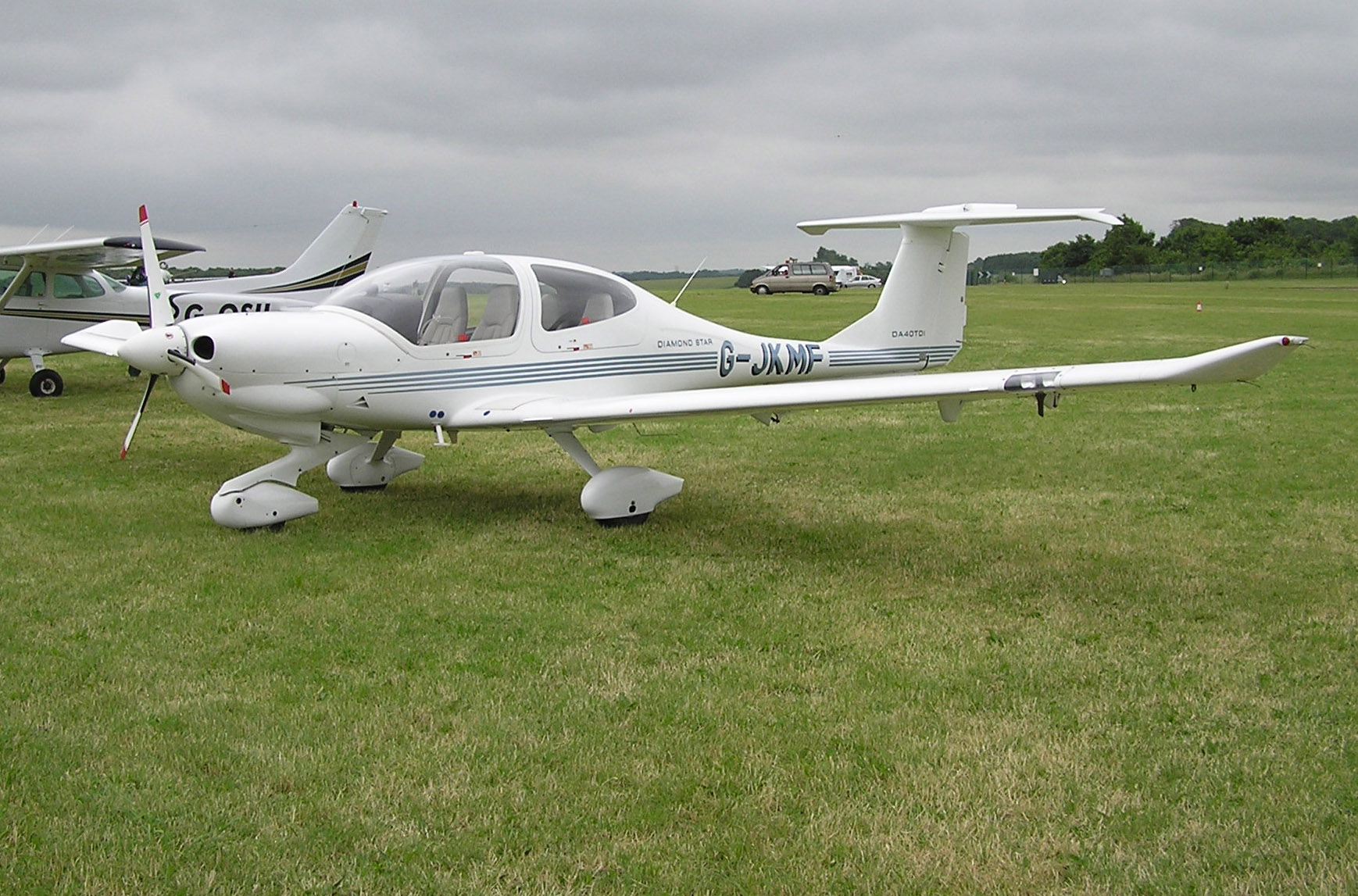
Diamond Star DA40-TDI

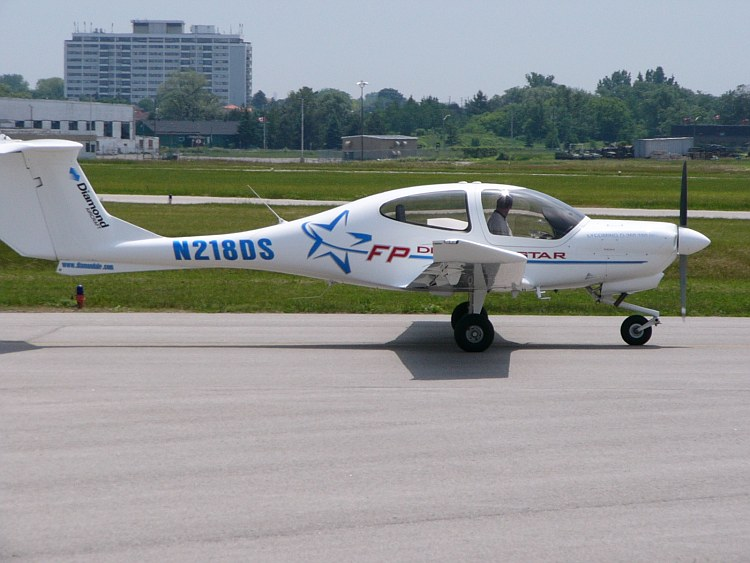
Diamond Star DA40 FP Fixed Pitch

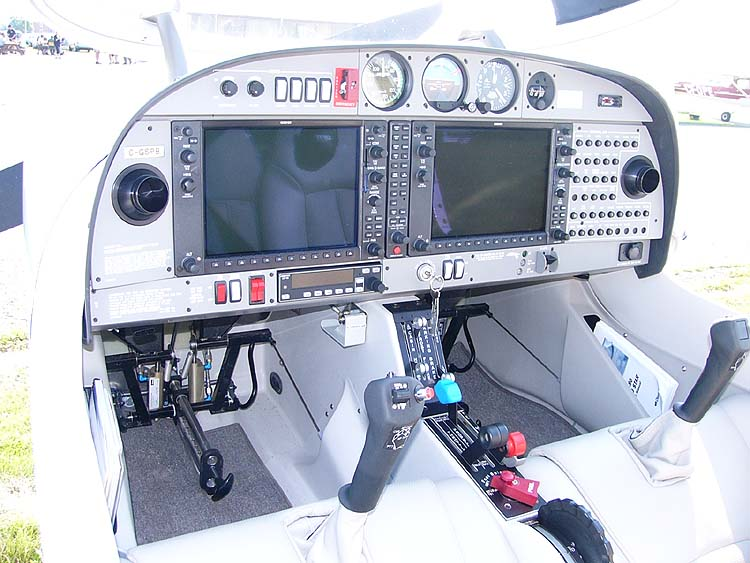
Diamond Star DA40-180

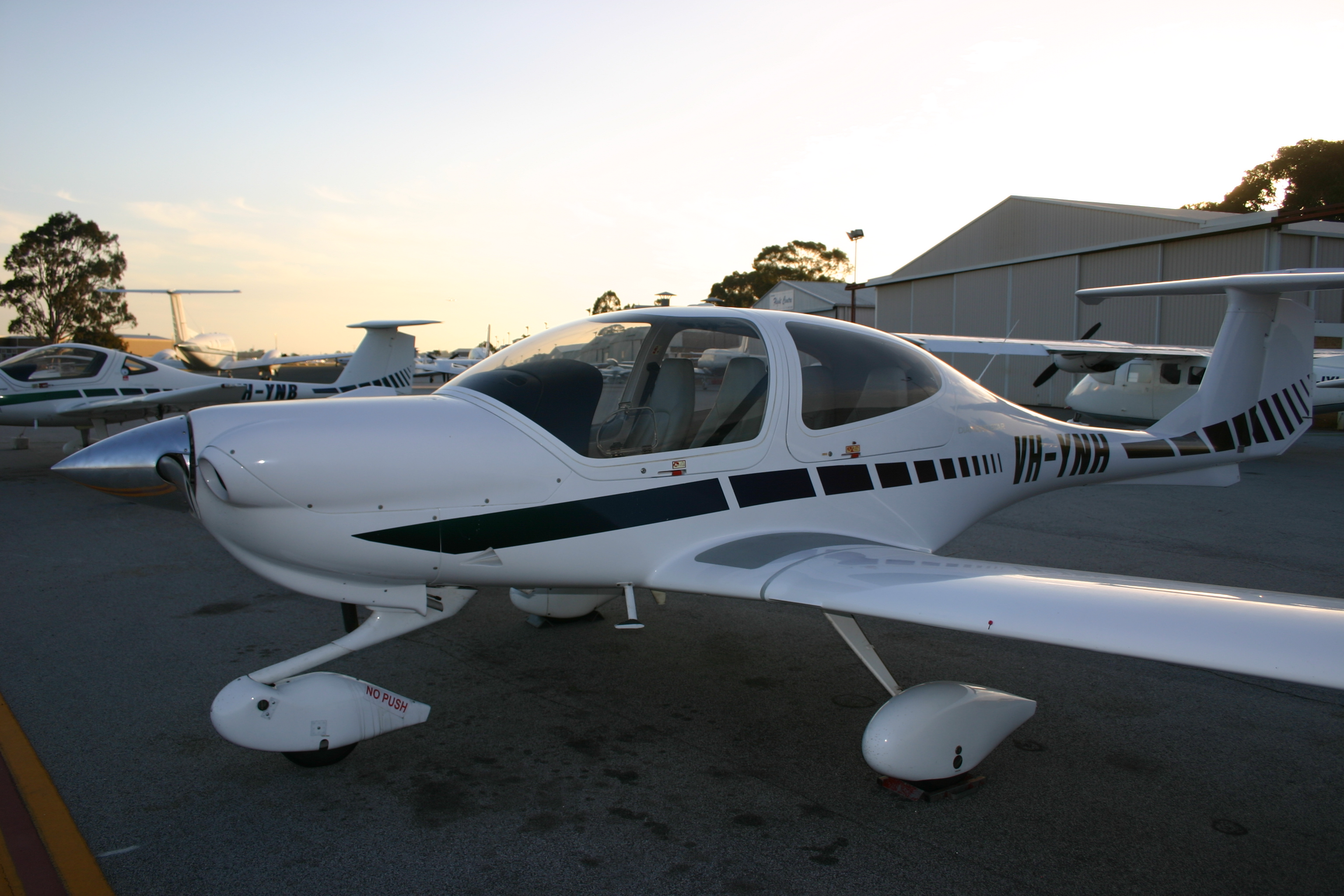
G1000 lắp trên Diamond DA-40

Diamond DA40 Diamond Star là một loại máy bay hạng nhẹ của Áo, được chế tạo từ vật liệu composite. Được Áo và Canada sản xuất, nó được phát triển như một phiên bản 4 chỗ của loại DA20 bởi Diamond Aircraft Industries.

## Biến thể

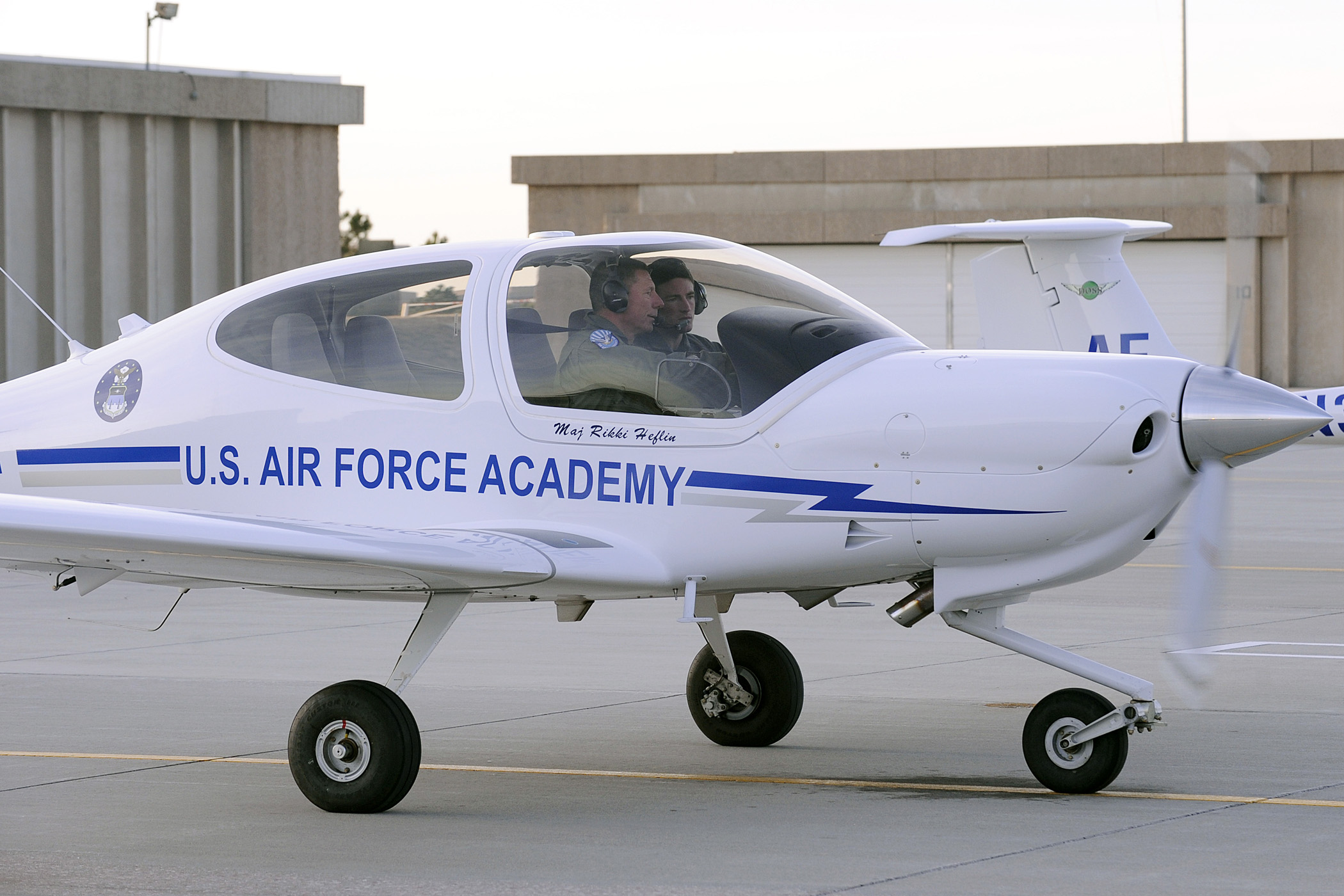
T-52A thuộc học viện không quân Hoa Kỳ

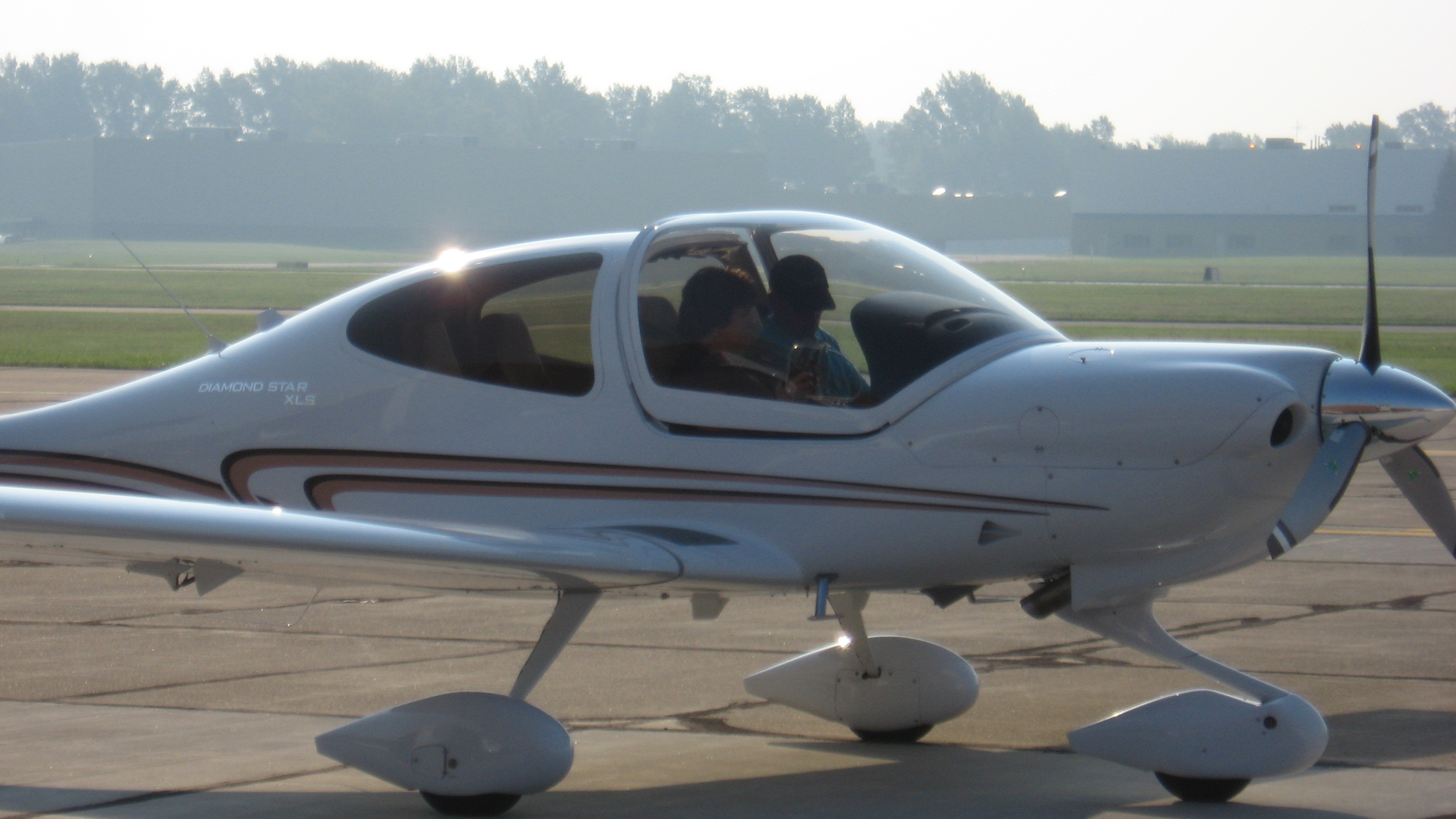
DA40 XLS

DA40
DA40 D
DA40 F
DA40 NG

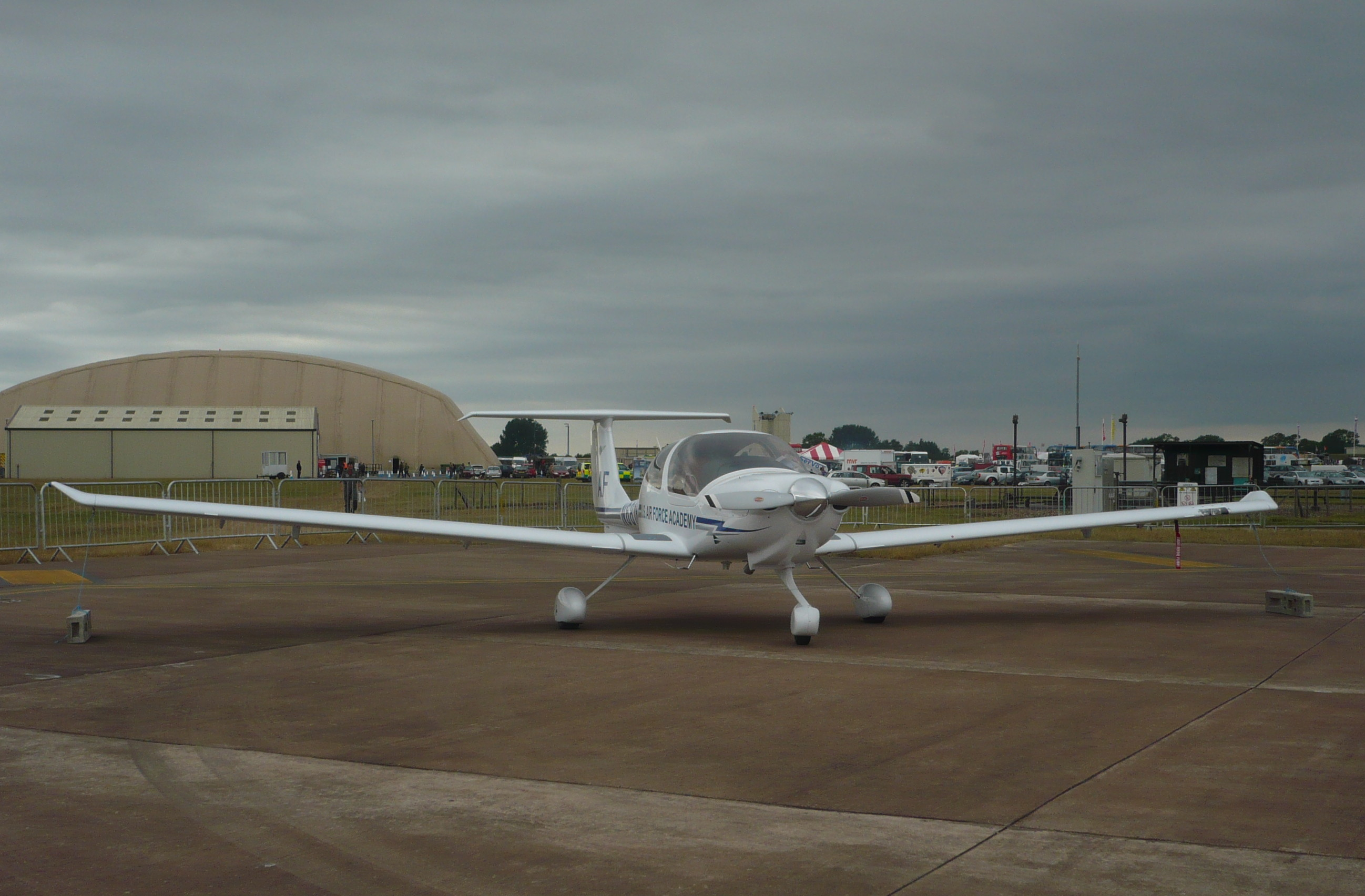
T-52A
DA40 XLT

## Quốc gia sử dụng

### Quân sự
Bolivia
- Không quân Bolivia[2]

 Ecuador
- Không quân Ecuador - 12 [3][4]
  - Academy "Cosme Rennella Barbatto"

 Jamaica
- Lực lượng phòng vệ Jamaica

 Singapore
- Singapore Youth Flying Club - 13[5]

 Hoa Kỳ
- Học viện Không quân Hoa Kỳ - 20[6]

## Tính năng kỹ chiến thuật (Diamond DA40 XL Diamond Star kiểu 2007)
Dữ liệu lấy từ Diamond Aircraft website
Đặc điểm tổng quát
- Kíp lái: 1
- Sức chứa: 3 hành khách
- Chiều dài: 26 ft 5 in (8,1 m)
- Sải cánh: 39 ft 2 in (11,9 m)
- Chiều cao: 6 ft 6 in (1,98 m)
- Diện tích cánh: 145,3 ft² (13,5 m²)
- Trọng lượng rỗng: 1.755 lb (795 kg)
- Trọng lượng có tải: 2.645 lb (1198 kg)
- Trọng tải có ích: 890 lb (403 kg)
- Trọng lượng cất cánh tối đa: 2,645 lb (1198 kg)
- Động cơ: 1 × Lycoming IO-360-M1A, 180 hp (134 kW)

 Hiệu suất bay 
- Vận tốc hành trình: 150 knot (173 mph, 279 km/h)
- Vận tốc tắt ngưỡng: 49 knot flaps down (56 mph, 91 km/h)
- Tầm bay: 720 nm (828 mi, 1341 km)
- Trần bay: 16400 ft (5000 m)
- Vận tốc lên cao: 1120 ft/phút (5,69 m/s)
- Công suất/trọng lượng: 14,7 lb/hp (110 W/kg)